# ليونيداس باباس
ليونيداس باباس هو مصارع رياضي يوناني، ولد في 25 أكتوبر 1967 في سلانيك في اليونان.

## وصلات خارجية
- ليونيداس باباس على موقع قاعدة بيانات المصارعة الدولية (الإنجليزية)
- ليونيداس باباس على موقع أوليمبيديا (الإنجليزية)